# Râul Șesul
Râul Șesul este un curs de apă, afluent al râului Tâmpu. 

## Hărți
- Harta județului Hunedoara
- Harta Munții Șureanu  Arhivat în 11 mai 2012, la Wayback Machine.